# Bourguignon-sous-Montbavin
Bourguignon-sous-Montbavin település Franciaországban, Aisne megyében. Lakosainak száma 146 fő (2022. január 1.). Bourguignon-sous-Montbavin Mons-en-Laonnois, Montbavin, Royaucourt-et-Chailvet és Vaucelles-et-Beffecourt községekkel határos.

## Népesség
A település népességének változása:
| Lakosok száma | 108  | 141  | 147  | 128  | 147  | 152  | 158  | 159  | 158  | 146  |
|               | 1968 | 1982 | 1990 | 2006 | 2013 | 2015 | 2017 | 2019 | 2020 | 2022 |